# بالتازار دي بوجوايو
بالتازار دي بوجوايو (بالفرنسية: Balthazar de Beaujoyeulx؛ 
تنطق بالفرنسية: [baltazaʁ də boʒwajø]
؛ توفي في العام 1587 في باريس) كان مصمم رقصات وعازف كمان ومؤلف موسيقى فرنسياً من أصل إيطالي. وصل إلى فرنسا عام 1555 مع فرقة عازفي كمان تمتع بموهبة استثنائية في تنظيم الاحتفالات، وتنقل بين قصور الملوك والأمراء، ولعب دوراً هاماً في تطوير الباليه في فرنسا خلال القرن السادس عشر. عرض "باليه الملكة الكوميدي" (بالفرنسية: Ballet comique de la reine)‏ في باريس في العام 1581.

## روابط خارجية
- بالتازار دي بوجوايو على موقع الموسوعة البريطانية (الإنجليزية)